# Ozarba rubrofusca
Ozarba rubrofusca is een vlinder van de familie van de uilen (Noctuidae). De wetenschappelijke naam van deze soort is voor het eerst voorgesteld als Oedicodia rubrofusca door Emilio Berio in een publicatie uit 1947.
De soort komt voor in Ethiopië.